# 圣让德沃
圣让德沃（法語：Saint-Jean-de-Vaulx，法語發音：[sɛ̃ ʒɑ̃ də vo]）是法国伊泽尔省的一个市镇，属于格勒诺布尔区。

## 地理
圣让德沃（45°0'46"N, 5°45'30"E）面积10.73 平方千米，位于法国奥弗涅-罗讷-阿尔卑斯大区伊泽尔省，该省份为法国东南部内陆省份，北起顺时针与安省、萨瓦省、上阿尔卑斯省、德龙省、阿尔代什省、卢瓦尔省和罗讷省。
与圣让德沃接壤的市镇（或旧市镇、城区）包括：圣皮埃尔德梅萨日、圣泰奥夫雷、拉夫雷、沃圣母村、圣乔治德科米耶。

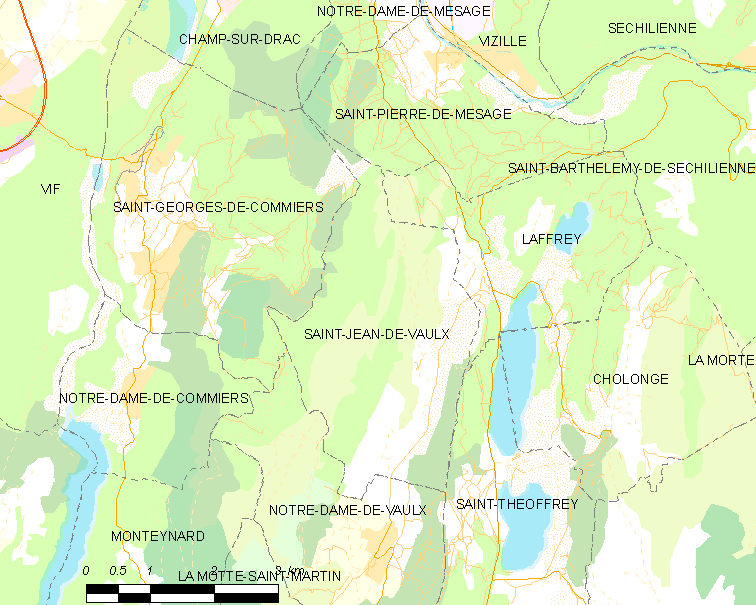
圣让德沃的OSM定位图

圣让德沃的时区为UTC+01:00、UTC+02:00（夏令时）。

## 行政
圣让德沃的邮政编码为38220，INSEE市镇编码为38402。

## 政治
圣让德沃所属的省级选区为马泰西讷-特列沃县。

## 人口

1962-2008年间圣让德沃人口变化图示

圣让德沃于2022年1月1日时的人口数量为526人。